# Crn vrv
Crn vrv (makedonsky Црн Врв, albánsky Maja e Zezë, srbochorvatsky Црни врх/Crni vrh, 2585 m n. m.) je hora v Šar planině na kosovsko-severomakedonské hranici. Kosovská část masivu se nachází na území opštiny Prizren, severomakedonská část se nachází na území opštiny Tetovo. Crn vrv leží v hlavním hřebeni mezi vrcholy Kobilica (2528 m) na jihozápadě a Konjuška (2578 m) na severovýchodě. Jihovýchodním směrem vybíhá z hory rozsocha směřující k vrcholu Ploča (2467 m).